# Heide Wildauer
Heide Wildauer (* 17. März 1940 in Steinheid) ist eine deutsche Pädagogin und Politikerin für SED/PDS/Die Linke in Thüringen. Sie war von 1994 bis 2004 Mitglied des Thüringer Landtags. 

## Biografie
Von 1954 bis 1957 durchlief sie eine Lehre als Industriebuchhalterin und war bis 1960 als Buchhalterin und Sekretärin tätig. Von 1960 bis 1962 absolvierte sie ein Fachschul-Studium. Im Anschluss daran war Wildauer bis 1964 als Freundschaftspionierleiterin tätig, danach war sie bis 1967 Mitarbeiterin in einem Haus der Jungen Pioniere. Von 1967 bis 1970 studierte sie an der Humboldt-Universität Berlin und schloss als Diplom-Pädagogin ab. Von 1972 bis 1981 lehrte Wildauer am Institut für Lehrerbildung „Walter Wolf“ in Weimar. Sie wurde 1980 an der Pädagogischen Hochschule „Dr. Theodor Neubauer“ Erfurt/Mühlhausen promoviert und erwarb den akademischen Grad Dr. paed. Dabei handelte es sich offensichtlich um eine „Doppel-Promotion“; die Doktor-Arbeit nennt jedenfalls Wernfried Schade und Heide Wildauer als Ko-Autoren. Der Titel der zweibändigen Dissertation A lautet: „Die Führung des komplexen pädagogischen Prozesses unter dem Gesichtspunkt der Herausbildung und Festigung einer kommunistischen Einstellung zur Arbeit und zum Lernen über die Tätigkeit in der sozialistischen Gesellschaft“.
Von 1981 bis 1988 war sie als Lehrerin und Direktorin an der Pädagogischen Schule für Kindergärtnerinnen in Gotha, wirkte bis 1990 als korrespondierendes Mitglied der Akademie der pädagogischen Wissenschaften der DDR. Von März bis Dezember 1989 war sie Mitglied der SED-Kreisleitung, von 1990 bis 1991 Vorsitzende des PDS-Kreisverbands Gotha.  Anschließend war Heide Wildauer als Lehrerin, Geschäftsstellenleiterin und Geschäftsführerin eines privaten Bildungsträgers beschäftigt.
Von 1990 bis 2009 übte sie den Fraktionsvorsitz und stellvertrentenden Fraktionsvorsitz der PDS im Kreistag Gotha aus. Von 1994 bis 2004 war sie Mitglied des Thüringer Landtags und Vorsitzende der kommunalpolitischen Vereinigung der PDS Thüringen „Kopofor“.
Seit 2003 war Wildauer Vorsitzende und danach Beiratsvorsitzende des Volkssolidarität-Kreisverbandes Gotha. 2016 wurde sie in den Beirat der paritätischen BuntStiftung Thüringen gewählt.

## Auszeichnungen
Heide Wildauers ehrenamtliches Engagement wurde vielfach gewürdigt. So verlieh ihr der Bundesverband der Volkssolidarität die Ehrennadeln in Silber und Gold und die Regionalstiftung der Kreissparkasse Gotha zeichnete sie 2010 mit dem Ehrenamtspreis aus.
2014 erhielt sie von der paritätischen BuntStiftung den Preis „Weise Stars“. Für ihren langjährigen ehrenamtlichen Einsatz wurden Heide Wildauer und weitere 24 verdiente Bürger von Ministerpräsidentin Christine Lieberknecht am 26. Februar 2013 mit dem Ehrenbrief des Freistaats Thüringen ausgezeichnet. Neben dem Ehrenbrief wurde eine geprägte, versilberte Ehrennadel in Form eines Kreuzes verliehen: Die runde Mittelscheibe trägt auf der Vorderseite das Thüringer Wappen mit dem Schriftzug „Freistaat Thüringen“.
Im April 2019 wurde Heide Wildauer von Ministerpräsident Bodo Ramelow mit der Verdienstmedaille des Verdienstordens der Bundesrepublik Deutschland für ihr lebenslanges Engagement ausgezeichnet. 2021 erhielt sie die Myconiusmedaille als höchste Auszeichnung der Stadt Gotha für ehrenamtliches Engagement für ihr langjähriges Wirken als Vorsitzende des Kreisverbandes und als Leiterin des ehrenamtlichen Beirates der Volkssolidarität, für ihre Mitarbeit im Vorstand der Thüringen Philharmonie Gotha-Eisenach sowie für ihr generationenübergreifendes Engagement im Rahmen der Kinder-Senioren-Akademie geehrt.